# Playa Brava
Playa Brava é uma das praias da cidade de Arica, Chile. Como o próprio nome diz, é uma praia perigosa, tem fortes correntes e ondas que batem nas rochas. Por essa característica, a praia é ideal para aqueles que não gostam de aglomerações e querem bronzear-se. Ou observar o pôr-do-sol de um lugar privilegiado.